# Anacroneuria arrazayalensis
Anacroneuria arrazayalensis is een steenvlieg uit de familie borstelsteenvliegen (Perlidae). De wetenschappelijke naam van de soort is voor het eerst geldig gepubliceerd in 2003 door Orce.